# Revolutionary Road
Revolutionary Road is een Amerikaanse dramafilm van Sam Mendes die eind 2008 werd uitgebracht. Het verhaal is gebaseerd op de gelijknamige roman uit 1961 van Richard Yates, die verhaalt over een huwelijk dat uitmondt in een loopgravenoorlog.
Revolutionary Road werd genomineerd voor Oscars voor de art direction, voor beste kostuums en voor de beste mannelijke bijrol (Michael Shannon). Zes filmprijzen werden daadwerkelijk gewonnen, waaronder een Golden Globe voor beste actrice (Kate Winslet) en een Satellite Award voor de beste mannelijke bijrol (Shannon).

## Rolverdeling
| Acteur            | Personage        |
| ----------------- | ---------------- |
| Hoofdrollen       |                  |
| Leonardo DiCaprio | Frank Wheeler    |
| Kate Winslet      | April Wheeler    |
| Kathy Bates       | Mrs. Givings     |
| Bijrollen         |                  |
| David Harbour     | Shep Campbell    |
| Kathryn Hahn      | Milly Campbell   |
| Michael Shannon   | John Givings     |
| Zoe Kazan         | Maureen Grube    |
| Dylan Baker       | Jack Ordway      |
| Ryan Simpkins     | Jennifer Wheeler |

## Trivia
- Regisseur John Frankenheimer had direct na het uitkomen van de roman van Richard Yates al plannen om het te verfilmen, maar besloot uiteindelijk om The Manchurian Candidate te gaan maken.
- Deze film is de tweede, waarin DiCaprio, Winslet en Bates samen spelen: de eerste was Titanic (1997).
- Actrice Kate Winslet liet in een interview weten dat ze moeite had met een liefdesscène met Leonardo DiCaprio. "Het is raar om de liefde te bedrijven met je beste vriend (DiCaprio) terwijl je echtgenoot (regisseur Sam Mendes) staat toe te kijken."